# Felipe González
Felipe González Márquez (født 5. marts 1942 i Sevilla) er en spansk socialdemokratisk politiker. Han var premierminister i Spanien fra 1982 til 1996, i fire valgperioder. Han var også leder, under titlen af generalsekretær, for Det Spanske Socialistparti (PSOE) fra 1974 til 1997. 